# Aéroport de Hopedale
L'aéroport de Hopedale est un aéroport situé à Terre-Neuve-et-Labrador, au Canada. L’aéroport a été construit en 1960 comme base militaire. En 1968, il est devenu un aéroport civil.
Il est desservi par la compagnie Air Borealis.

## Situation
| \| 200 km1:9 384 000 \| Saint Lewis-Fox Harbour Black Tickle Cartwright Charlottetown Hopedale Makkovik Mary's Harbour Nain Natuashish Port Hope Simpson Postville Rigolet St. Anthony Wabush William's Harbour Gander Saint-Jean Stephenville Deer Lake Goose Bay Churchill Falls |
| 200 km1:9 384 000 |

## Compagnies aériennes et destinations
| Compagnies   | Destinations                                              |
| ------------ | --------------------------------------------------------- |
| Air Borealis | Goose Bay, Makkovik, Nain, Natuashish, Postville, Rigolet |

Édité le 2/05/2025